# Quinto Servílio Prisco Estruto
Quinto Servílio Prisco Estruto (em latim: Quintus Servilius Priscus Structus) foi um político da gente Servília nos primeiros anos da República Romana. Serviu como mestre da cavalaria (magister equitum) do ditador Mânio Valério Máximo em 494 a.C. durante a Primeira secessão da plebe em 494 a.C.. Era filho de Públio Servílio Prisco Estruto, irmão de Públio Servílio Prisco Estruto, cônsul em 495 a.C., e pai de Quinto Servílio Prisco, cônsul em 468 e 466 a.C..

## História
Em 494 a.C., os cônsules precisavam alistar muitos novos soldados para continuar a guerra contra volscos e équos, mas a plebe se opôs. Para resolver o impasso, o ex-ditador Tito Lárcio propôs que se proibisse, durante a guerra, o confisco de propriedades de um devedor, soldado ou não, uma proposta semelhante à feita por Públio Servílio no ano anterior. Porém, Ápio Cláudio se opôs, exigindo que a autoridade consular fosse respeitada. Para isso, ele pede a nomeação de um ditador, cuja autoridade é inquestionável, para domar a plebe. Segundo Lívio, o Senado ficou relutante em nomear Mânio Valério, sobrinho de Públio Valério Publícola,  para o posto, mas acabou cedendo. Logo em seguida ele nomeou Quinto Servílio como seu mestre da cavalaria. O novo ditador imediatamente publicou um édito similar ao de Públio Servílio em 495 a.C. e obteve o mesmo resultado: um grande exército foi alistado, especialmente entre os devedores. Com o povo parcialmente acalmado, mesmo tendo criado um ditador, pois ele era da família de Publícola, que continuava popular mesmo depois de sua morte.
Publícola e Quinto Servílio derrotaram os sabinos e os medulinos, o que lhes valeu a honra de um triunfo.